# Exhyalanthrax macrops
Exhyalanthrax macrops är en tvåvingeart som först beskrevs av Josef Aloizievitsch Portschinsky 1887.  Exhyalanthrax macrops ingår i släktet Exhyalanthrax och familjen svävflugor. Inga underarter finns listade i Catalogue of Life.